# 名為和平的荒蕪
《名為和平的荒蕪》（英語：A Desolation Called Peace）是阿卡蒂·馬婷2021年出版的太空歌劇科幻小說。這是《名為帝國的記憶》的續作，以及馬婷《泰斯凱蘭》系列的第二部小說。

## 概要
《名為帝國的記憶》發生幾個月後，外星人軍隊屠殺了一個泰斯凱蘭帝國的工業殖民地。 泰斯凱蘭上將九木槿（Nine Hibiscus）接到面對這個威脅的任務，要求一位資訊部的專家嘗試與這難以捉模的敵人溝通。那位專家正是三海草，現在擔任高級帝國顧問，她正偷渡到拉賽爾太空站前線。在這裏，她說服她的前任聯絡人及名義上的泰斯凱蘭大使，瑪希特·德茲梅爾，陪同她出發。瑪希特抓住這次機會，逃離拉賽爾因派系衝突與日俱增的危險，一位拉賽爾領袖也指派她試圖延長帝國與外星人戰爭的任務。
在九木槿的艦隊上，這兩個女子發展出與外星人溝通的方法並重新開始她們之間的浪漫情感。由於九木槿的副官二十蟬（Twenty Cicada）幫助，他們建立起一條對敵人的溝通線路，結果發現他們是群體心智的物種，無法理解個體行為。他們脆弱的停戰協議，卻差點因九木槿的下屬背叛，對敵人其中一個母星發起動大規模毀滅武器的攻勢而挫敗。但在皇帝的年幼繼承者，八解藥（Eight Antidote）干涉下，首都方面允許九木槿阻止攻擊行動。隨著進一步爆發戰爭的觀點逐漸模糊淡化，瑪希特燒毀她與拉塞爾的連結後，考慮待在帝國的未來可能。

## 主題
這本小說持續源自系列首部作品的主題，處理帝國的臣民征服與殖民主義，這些主題構成語言以及個人對文化及體制的連結。這本書也引入新的主題，如集體意識。
書名暗示塔西陀的名句，他引述自一位喀里多尼亞酋長描述羅馬帝國政策的話：「solitudinem faciunt, pacem appellant.」– 「他們創造一片荒漠，並稱之為和平。」

## 評價
諾阿·法蘭（Noah Fram）在他擔綱的《BookPage》評論上，比較馬婷的首部成果之作展現她在創造引人入勝的敘事，混雜幽默與圓滿的世界創造的才華，這給予她在《名為和平的荒蕪》更理智主題探索。她的寫作特別呈現「一些現代科幻小說當中最機智與最優雅的預示·」他預測如同《名為帝國的記憶》值得雨果獎的肯定，《名為和平的荒蕪》「也許會掩蓋前作的光芒。」
根據馬丁·卡希爾（Martin Cahill）在tor.com的評論，這本小說兼具情節緊張刺激的太空歌劇與「考慮周到的，身份認同、語言、人格與真實的複雜檢視。」Fantasy Book Review稱這是「最好及最富想像力的已完成第一次接觸小說之一。」 莉莎·圖托（Lisa Tuttle）在《衛報》寫到「第一級的太空歌劇，有增加間諜故事、外交計謀及駭人的外星人，連同最有趣的認知探索、溝通方式各種成為一個人的方式。」
書籍資訊整合編輯網站Book Marks評價《名為和平的荒蕪》為「讚不絕口」。

## 外部連結
- A Desolation Called Peace （页面存档备份，存于）  on tor.com